# Jagged Edge

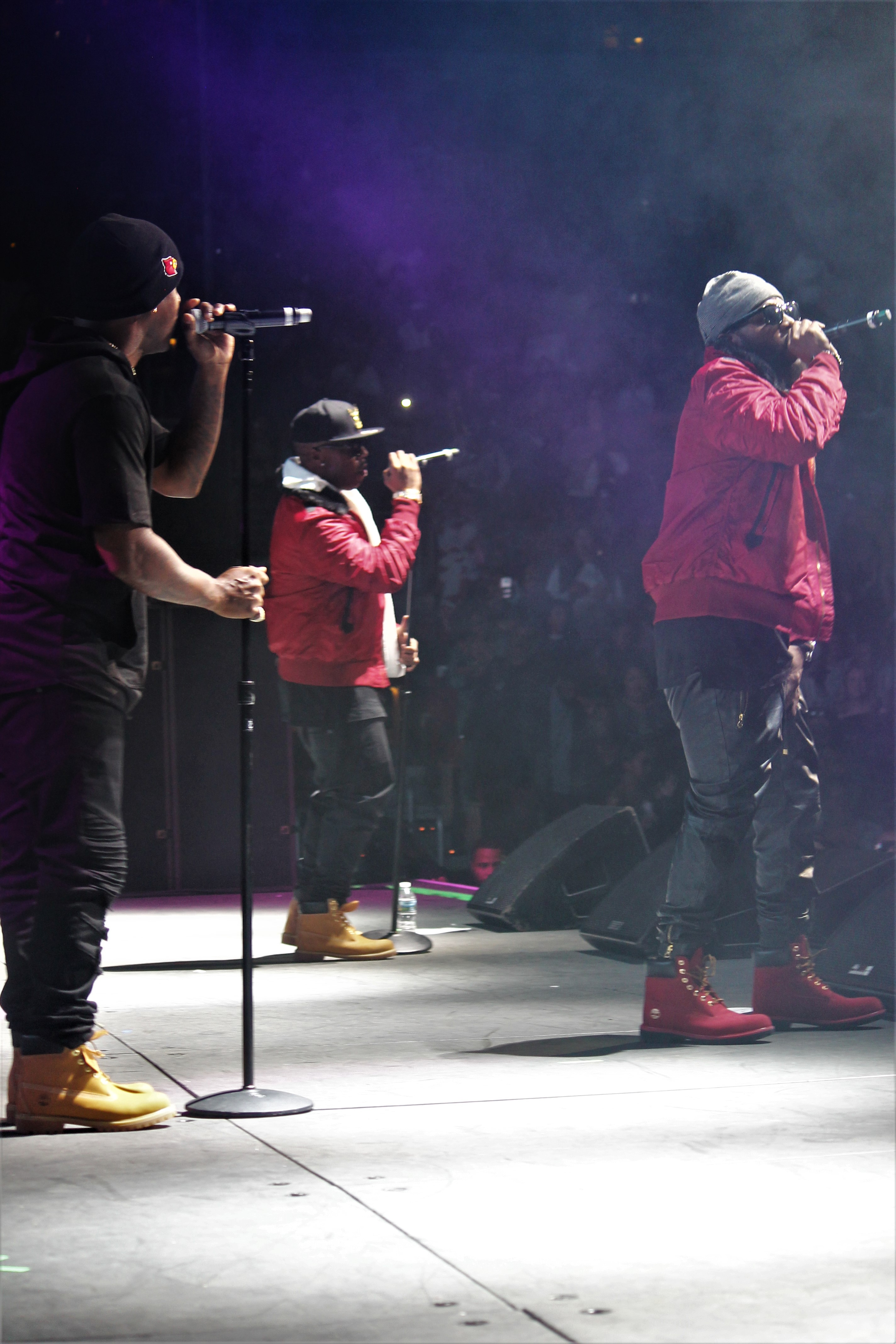
Live performance von Jagged Edge (2017)

Jagged Edge ist eine R&B-Band aus den USA. Sie besteht aus den Zwillingsbrüdern Brandon und Brian Casey (* 13. Oktober 1975 in Hartford, Connecticut), Richard Wingo (* 3. September 1975) und Kyle Norman.

## Bandgeschichte
Jagged Edge haben ihren Ursprung in Atlanta, Georgia, die Mitglieder Brandon Casey (Case Dinero), Brian Casey (Brasco), Kyle Norman (Quick) und Richard Wingo (Wingo Dollar) haben Gesangserfahrung in Kirchenchören gesammelt. Ein erster Plattenvertrag beim Label Biv Ten von Michael Bivins kam wider Erwarten nicht zustande. Man begann mit der Produktion erster Demo-CDs. Nachdem Jermaine Dupri einen Live-A-cappella-Auftritt des Quartetts hörte, band er Jagged Edge sofort mit einem Vertrag an sein Label So So Def.
Nachdem im Jahr 1998 die erste Single und das erste Album A Jagged Era Goldstatus erreicht hatte, kletterte bereits ein Jahr später das zweite Album Jagged Edge Heartbreak auf Mehrfach-Platin. 2001 legte man mit dem Album Jagged Little Thrill nochmal eine Platinscheibe vor. Danach verlor die Band an Präsenz in der Öffentlichkeit. Viele Fans glaubten an das Ende der Band, nachdem die letzte Single 2001 Goodbye hieß. Doch die Fans irrten und Jagged Edge meldeten sich 2003 mit der Single Walked Outta Heaven und dem Album Hard zurück, das auf Anhieb Goldstatus erreichte.
2006 erreichten Jagged Edge zum ersten Mal die vorderen Plätzen der deutschen Charts. Ihre 2005 erschienene Single Nasty Girl, welche sie im Andenken an The Notorious B.I.G. gemeinsam mit Diddy, Nelly und Avery Storm aufnahmen, wurde als Soundtrack der Fernsehshow Germany’s Next Topmodel sehr erfolgreich.
Im Mai 2006 folgte die Veröffentlichung des fünften Albums, im Sommer 2011 das sechste Album The Remedy mit der Single-Auskopplung Flow Through My Veins.

## Diskografie

### Studioalben
| Jahr | Titel                | Höchstplatzierung, Gesamtwochen, AuszeichnungChartplatzierungen (Jahr, Titel, Platzierungen, Wochen, Auszeichnungen, Anmerkungen) | Höchstplatzierung, Gesamtwochen, AuszeichnungChartplatzierungen (Jahr, Titel, Platzierungen, Wochen, Auszeichnungen, Anmerkungen) | Höchstplatzierung, Gesamtwochen, AuszeichnungChartplatzierungen (Jahr, Titel, Platzierungen, Wochen, Auszeichnungen, Anmerkungen) | Anmerkungen                              |
| Jahr | Titel                | DE | UK | US | Anmerkungen                              |
| ---- | -------------------- | --- | --- | --- | ---------------------------------------- |
| 1997 | A Jagged Era         | — | — | US104 Gold · (36 Wo.)US | Erstveröffentlichung: 21. Oktober 1997   |
| 1999 | J. E. Heartbreak     | — | UK— SilberUK | US8 ×2Doppelplatin · (74 Wo.)US                                                                                                   | Erstveröffentlichung: 28. September 1999 |
| 2001 | Jagged Little Thrill | DE75 (3 Wo.)DE | UK85 Silber · (1 Wo.)UK | US3 Platin · (41 Wo.)US | Erstveröffentlichung: 3. Juli 2001       |
| 2003 | Hard                 | — | UK82 Silber · (1 Wo.)UK | US3 Gold · (26 Wo.)US | Erstveröffentlichung: 14. Oktober 2003   |
| 2006 | Jagged Edge          | — | — | US4 (10 Wo.)US | Erstveröffentlichung: 9. Mai 2006        |
| 2007 | Baby Makin’ Project  | — | — | US8 (8 Wo.)US | Erstveröffentlichung: 25. September 2007 |
| 2011 | The Remedy           | — | — | US35 (3 Wo.)US | Erstveröffentlichung: 21. Juni 2011      |
| 2014 | JE Heartbreak 2      | — | — | US28 (3 Wo.)US | Erstveröffentlichung: 27. Oktober 2014   |
| 2017 | Layover              | — | — | — | Erstveröffentlichung: 9. Juli 2017       |
| 2020 | A Jagged Love Story  | — | — | — | Erstveröffentlichung: 30. Juni 2020      |

### Kompilationen
- 2006: The Hits
- 2015: Playlist: The Very Best of Jagged Edge
- 2016: Greatest Hits

### Singles als Leadmusiker
| Jahr | Titel Album                             | Höchstplatzierung, Gesamtwochen, AuszeichnungChartplatzierungen (Jahr, Titel, Album, Platzierungen, Wochen, Auszeichnungen, Anmerkungen) | Höchstplatzierung, Gesamtwochen, AuszeichnungChartplatzierungen (Jahr, Titel, Album, Platzierungen, Wochen, Auszeichnungen, Anmerkungen) | Höchstplatzierung, Gesamtwochen, AuszeichnungChartplatzierungen (Jahr, Titel, Album, Platzierungen, Wochen, Auszeichnungen, Anmerkungen) | Höchstplatzierung, Gesamtwochen, AuszeichnungChartplatzierungen (Jahr, Titel, Album, Platzierungen, Wochen, Auszeichnungen, Anmerkungen) | Anmerkungen                                             |
| Jahr | Titel Album                             | DE | CH | UK | US | Anmerkungen                                             |
| ---- | --------------------------------------- | --- | --- | --- | --- | ------------------------------------------------------- |
| 1997 | The Way That You Talk A Jagged Era      | — | — | — | US65 (9 Wo.)US | Erstveröffentlichung: 2. August 1997 feat. Da Brat & JD |
| 1997 | I Gotta Be A Jagged Era                 | — | — | — | US23 (16 Wo.)US | Erstveröffentlichung: 5. Dezember 1997                  |
| 1999 | He Can’t Love U J.E. Heartbreak         | — | — | — | US15 Gold · (20 Wo.)US | Erstveröffentlichung: 16. November 1999                 |
| 2000 | Let’s Get Married J.E. Heartbreak       | DE61 (9 Wo.)DE | — | UK— SilberUK | US11 (24 Wo.)US | Erstveröffentlichung: 11. April 2000                    |
| 2000 | Promise J.E. Heartbreak                 | DE83 (3 Wo.)DE | — | — | US9 (21 Wo.)US | Erstveröffentlichung: Oktober 2000                      |
| 2001 | Where the Party At Jagged Little Thrill | DE37 (9 Wo.)DE | CH45 (10 Wo.)CH | UK25 Silber · (3 Wo.)UK | US3 (29 Wo.)US | Erstveröffentlichung: 14. Mai 2001 feat. Nelly          |
| 2001 | Goodbye Jagged Little Thrill            | — | — | — | US58 (15 Wo.)US | Erstveröffentlichung: 11. Dezember 2001                 |
| 2003 | Walked Outta Heaven Hard                | — | — | UK21 (5 Wo.)UK | US6 (27 Wo.)US | Erstveröffentlichung: 20. September 2003                |
| 2004 | What’s It Like Hard                     | — | — | — | US85 (2 Wo.)US | Erstveröffentlichung: März 2004                         |
| 2006 | Good Luck Charm Jagged Edge             | — | — | — | US73 Gold (Mastertone) · (10 Wo.)US | Erstveröffentlichung: 2006                              |

Weitere Singles
- 1999: Keys to the Range (feat. Jermaine Dupri)
- 2005: So Amazing (feat. Voltio)
- 2006: Stunnas (feat. Jermaine Dupri)
- 2007: Put a Little Umph in It
- 2011: Baby
- 2011: Flow Through My Veins
- 2012: Love On You
- 2014: Hope
- 2017: Peanut Budder
- 2019: Closest Thing To Perfect
- 2020: Decided

### Singles als Gastmusiker
| Jahr | Titel Album                         | Höchstplatzierung, Gesamtwochen, AuszeichnungChartplatzierungen (Jahr, Titel, Album, Platzierungen, Wochen, Auszeichnungen, Anmerkungen) | Höchstplatzierung, Gesamtwochen, AuszeichnungChartplatzierungen (Jahr, Titel, Album, Platzierungen, Wochen, Auszeichnungen, Anmerkungen) | Höchstplatzierung, Gesamtwochen, AuszeichnungChartplatzierungen (Jahr, Titel, Album, Platzierungen, Wochen, Auszeichnungen, Anmerkungen) | Höchstplatzierung, Gesamtwochen, AuszeichnungChartplatzierungen (Jahr, Titel, Album, Platzierungen, Wochen, Auszeichnungen, Anmerkungen) | Höchstplatzierung, Gesamtwochen, AuszeichnungChartplatzierungen (Jahr, Titel, Album, Platzierungen, Wochen, Auszeichnungen, Anmerkungen) | Anmerkungen                                                                                               |
| Jahr | Titel Album                         | DE | AT | CH | UK | US | Anmerkungen                                                                                               |
| ---- | ----------------------------------- | --- | --- | --- | --- | --- | --- |
| 2001 | Puppy Love Beware of Dog            | DE89 (3 Wo.)DE | — | CH65 (6 Wo.)CH | — | US75 (7 Wo.)US | Erstveröffentlichung: 31. Januar 2001 Lil’ Bow Wow feat. Jagged Edge                                      |
| 2001 | Ghetto Girls Beware of Dog          | — | — | — | — | US91 (4 Wo.)US | Erstveröffentlichung: 21. Februar 2001 Lil’ Bow Wow feat. Jagged Edge                                     |
| 2001 | Thank You Doggy Bag                 | — | — | — | — | US93 (5 Wo.)US | Erstveröffentlichung: 5. November 2001 Lil’ Bow Wow feat. Jagged Edge & Fundisha                          |
| 2002 | Trade It All Street Dreams          | DE79 (6 Wo.)DE | — | — | — | US20 (18 Wo.)US | Erstveröffentlichung: 2002 Fabolous feat. P. Diddy & Jagged Edge                                          |
| 2003 | My Baby Unleashed                   | — | — | — | — | US42 (11 Wo.)US | Erstveröffentlichung: Dezember 2003 Bow Wow feat. Jagged Edge                                             |
| 2005 | Nasty Girl Duets: The Final Chapter | DE8 (15 Wo.)DE | AT23 (13 Wo.)AT | CH14 (19 Wo.)CH | UK1 Platin · (22 Wo.)UK | US44 Gold + Gold (Mastertone) · (15 Wo.)US                                                                                               | Erstveröffentlichung: 11. Oktober 2005 The Notorious B.I.G. feat. Diddy, Nelly, Jagged Edge & Avery Storm |

### Videoalben
| Jahr | Titel                         | Höchstplatzierung, Gesamtwochen, AuszeichnungChartsChartplatzierungen (Jahr, Titel, Platzierungen, Wochen, Auszeichnungen, Anmerkungen) | Anmerkungen                          |
| Jahr | Titel                         | US | Anmerkungen                          |
| ---- | ----------------------------- | --- | ------------------------------------ |
| 2004 | The Ultimate Video Collection | US131 Gold · (1 Wo.)US | Erstveröffentlichung: 27. April 2004 |

## Auszeichnungen für Musikverkäufe
| Goldene Schallplatte - Australien - 2001: für das Album Jagged Little Thrill - 2001: für die Single Where the Party At - Dänemark - 2001: für die Single Let’s Get Married - Neuseeland - 2024: für das Album The Hits | Platin-Schallplatte - Neuseeland - 2022: für die Single Nasty Girl 2× Platin-Schallplatte - Australien - 2001: für die Single Let’s Get Married |

Anmerkung: Auszeichnungen in Ländern aus den Charttabellen bzw. Chartboxen sind in ebendiesen zu finden.
| Land/RegionAuszeichnungen für Musikverkäufe (Land/Region, Auszeichnungen, Verkäufe, Quellen) | Silber     | Gold       | Platin     | Verkäufe  | Quellen              |
| -------------------------------------------------------------------------------------------- | ---------- | ---------- | ---------- | --------- | -------------------- |
| Australien (ARIA)                                                                            | —          | 2× Gold2   | 2× Platin2 | 210.000   | aria.com.au          |
| Dänemark (IFPI)                                                                              | —          | Gold1      | —          | 10.000    | musik.org            |
| Neuseeland (RMNZ)                                                                            | —          | Gold1      | Platin1    | 37.500    | radioscope.co.nz NZ2 |
| Vereinigte Staaten (RIAA)                                                                    | —          | 7× Gold7   | 3× Platin3 | 6.050.000 | riaa.com             |
| Vereinigtes Königreich (BPI)                                                                 | 5× Silber5 | —          | Platin1    | 1.180.000 | bpi.co.uk            |
| Insgesamt                                                                                    | 5× Silber5 | 11× Gold11 | 7× Platin7 |           |                      |